# Foucault (cràter)
Foucault és un petit cràter d'impacte lunar que es troba en el límit sud de la Mare Frigoris, al sud-est del cràter Hàrpal. En el terreny accidentat al sud de Foucault apareix el cràter Sharp.

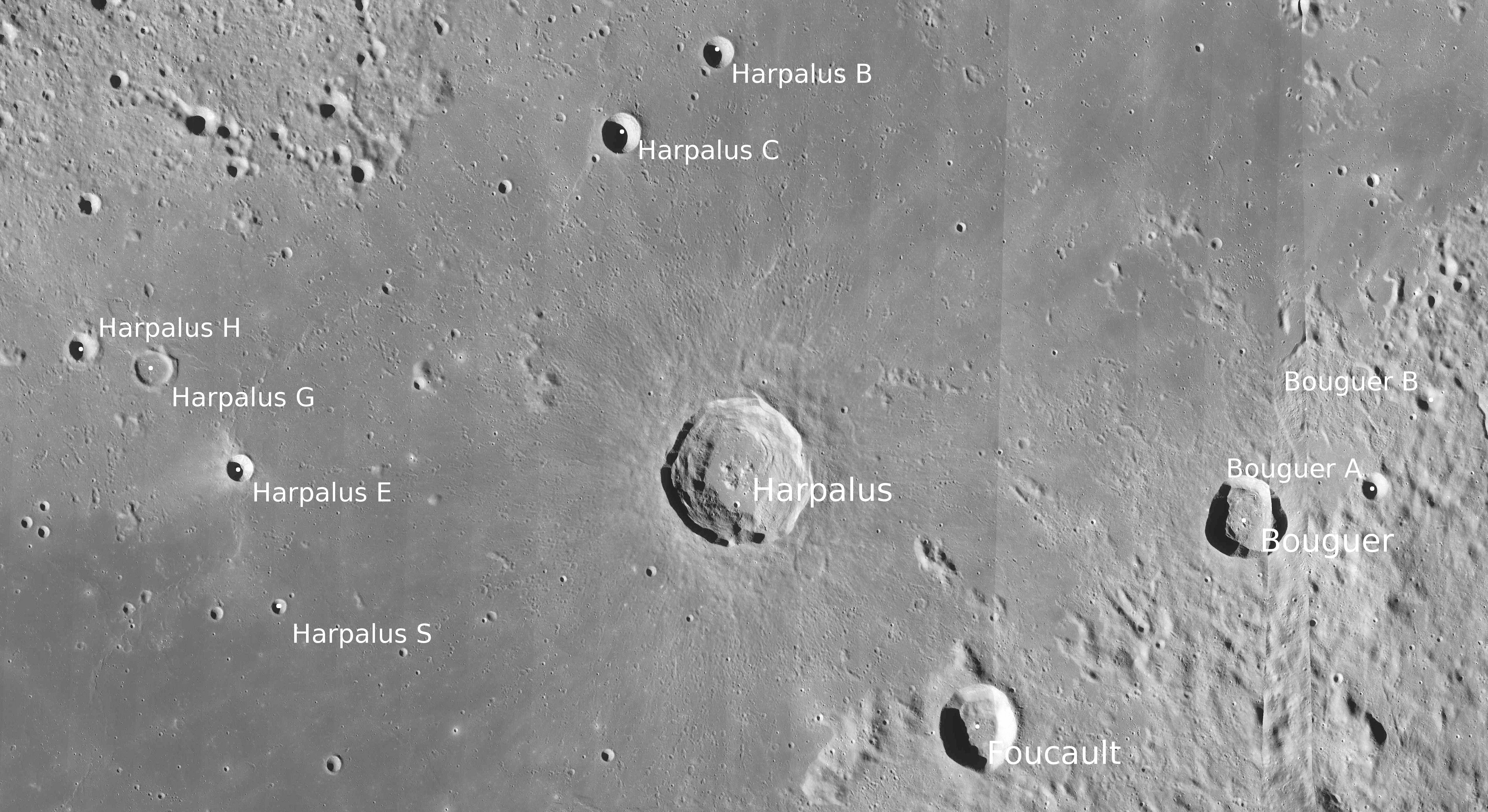
Localització de Foucault. Fotografia de la misisó Lunar Reconnaissance Orbiter

El perímetre exterior de Foucault forma un cercle una mica irregular, amb lleugers sortints cap a l'exterior en adreça sud i nord-est. La paret interior no està especialment terraplenada, i descendeix directament al sòl irregular. Porta el nom de Léon Foucault físic, famós pel pèndol de Foucault.